# Triumph Vitesse
Triumph Vitesse — компактний шестициліндровий автомобіль, який виготовлявся компанією Standard-Triumph з 1962 по 1971 рік. Автомобіль був розроблений Джованні Мікелотті та був доступний у варіантах седан і кабріолет.
Назва Vitesse вперше була використана Austin у моделях Vitesse 1914-1916 років Austin 20 (к.с.) і 30 (к.с.). За цим у 1922 році послідував G. N. (Godfrey & Nash) на їхньому велосипедному автомобілі GN Vitesse, а потім Triumph на автомобілі, виготовленому з 1935 по 1938 роки.
Після того, як у 1971 році був виготовлений останній Triumph Vitesse, назва Vitesse залишалася невикористаною до 1982 року. У 1982 році компанія Rover почала використовувати цю назву на своєму SD1 до 1986 року. Вони також використовували його з 1984 по 1990 роки на SD3 216 і на Rover. 800 з жовтня 1988 по 1991 рр., коли він був перебудований як версія R17. R17 випускався до 1998 року як Rover Vitesse Sport.

## Двигуни
- 1596 см3 Triumph I6
- 1998 см3 Triumph I6